# زنا با محارم
زنا با محارم به آمیزش جنسی با خانواده یا بستگان نزدیک می‌گویند که معمولاً آمیزش جنسی با خویشاوندان خونی و سببی را در بر می‌گیرد.
آمیزش جنسی با محارم در جوامع کنونی و گذشته، یکی از گسترده‌ترین تابوهای فرهنگی است. اکثر جوامع مدرن قوانینی دربارهٔ محارم یا محدودیت‌های اجتماعی در مورد ازدواج با نزدیکان دارند. در جوامعی که غیرقانونی است، آمیزش محارم با رضایت بزرگسالان به عنوان یک جنایت بدون قربانی تلقی می‌شود. یک توجیه رایج برای ممنوعیت ازدواج با محارم، اجتناب از درون‌زایی است که ممکن است فرزندان آنان به مجموعه‌ای از اختلالات ژنتیکی دچار شوند.
ازدواج و آمیزش جنسی میان برادر با خواهر، و فرزند با پدر و مادر، در ادیان ابراهیمی مشمول ممنوعیتی کمابیش جهان‌شمول می‌شود. حرمت ازدواج تقریباً همیشه با ممنوعیت آمیزش جنسی پیش از ازدواج انطباق دارد. هرچند در برخی از قبایل سرخ‌پوست ممنوعیت ازدواج با محارم به معنی ممنوعیت آمیزش جنسی پیش از ازدواج نیست. ضمانت اجرای ممنوعیت زنا با محارم بیشتر با بی‌آبرویی است تا کیفرهای شدید دیگر.

## مکانیسم‌های طبیعی اجتناب از زنا با محارم
خویش‌آمیزی می‌تواند عواقب منفی بر روی جمعیت و توانایی زیستی فردی داشته باشد که می‌تواند با مکانیسم‌هایی طبیعی — اجتناب خویش‌آمیزی — خنثی شود. تولید مثل بین خویشاوندان عموماً منجر به افسردگی خویش‌آمیزی — کاهش بقا و باروری فرزندان — می‌شود. یکی از سازگاری‌های فرگشتی که از خویش‌آمیزی جلوگیری می‌کند، اجتناب رفتاری از جفت‌گیری با خویشاوندان است. مکانیسم‌های تشخیص خویشاوندی در درجه اول برای به حداقل رساندن امکان خویش‌آمیزی به‌طور طبیعی در مهره‌داران وجود دارد و شامل شناخت خویشاوند نزدیک از طریق یادگیری ویژگی‌های افراد نزدیک در دوران نابالغی است، به طوری که حیوانات از تولید مثل با کسانی که با آنها بزرگ شده‌اند، اجتناب می‌کنند. همچنین تشخیص خویشاوندی با واسطه حس بویایی امکان‌پذیر است. مانند سایر مهره‌داران، نخستی‌سانان از جمله انسان قادر به تشخیص بوی خویشاوندانی که از بچگی با آنها آشنا هستند از غیرخویشاوندان هستند.
روان‌شناس فرگشتی، استیو استوارت-ویلیامز مخالف این دیدگاه است که تابوی زنا با محارم یک پدیده غربی است و استدلال می‌کند که در حالی که ازدواج برادر و خواهر در طیف متنوعی از فرهنگ‌ها مانند مصر، اینکا و فرهنگ هاوایی گزارش شده است، اما این یک پدیده گسترده فرهنگ نیست. تا حد زیادی به طبقات بالا محدود می‌شود. استوارت-ویلیامز استدلال می‌کند که این ازدواج‌ها عمدتاً سیاسی بودند (کارکرد آنها متمرکز نگه داشتن قدرت و ثروت در خانواده است) و هیچ مدرکی مبنی بر جذب خواهر و برادر به یکدیگر وجود ندارد و در واقع شواهدی علیه آن وجود دارد (مثلاً کلئوپاترا) که با دو تن از برادرانش ازدواج کرد اما از آنها صاحب فرزند نشد و فقط از معشوقه‌های غیرمرتبط صاحب فرزند شد). استوارت ویلیامز پیشنهاد می‌کند که این فقط یک مورد فشار اجتماعی است که بر غرایز ضد زنا با محارم غالب شده است. استوارت ویلیامز همچنین مشاهده می‌کند که رفتار ضد آمیزش با خویشاوند نزدیک در حیوانات دیگر و حتی بسیاری از گونه‌های گیاهی مشاهده شده است (بسیاری از گیاهان می‌توانند خود گرده‌افشانی شوند اما مکانیسم‌هایی دارند که آنها را از انجام این کار بازمی‌دارد) پرورش خواهر و برادر از کودکی در کنار یکدیگر، موجب بیزاری از روابط جنسی بین آنها در سنین پس از بلوغ خواهد شد. در مصر باستان بر طبق آمار به نظر می‌رسد که زوج‌های خواهر و برادر نرخ بالایی از انحلال زناشویی را تجربه کرده‌اند.

## در یونان و روم باستان
اگرچه یونانیان با این عمل غریبه نبودند، اما هیچ کلمه ای برای زنای با محارم نداشتند. هیچ کمبودی در واژگان برای توصیف روابط جنسی عجیب وجود نداشت، هیچ کلمه واحدی وجود ندارد که بتوان آن را مستقیماً به عنوان "زنا با محارم" (incest) ترجمه کرد، در زبان یونانی باستان وجود ندارد. در عوض، چنین روابطی به‌طور استعاره به عنوان γαμος ανοσιος (gamos anosios) یا γαμος ασεβης (gamos asebes) نامیده می‌شد که به معنای واقعی کلمه به معنای «اتحاد نامقدس» است. امروزه اصطلاح مدرن "زنا با محارم" (incest) از کلمه لاتین "Incestum" و از رومیان گرفته شده است. "Incestum" در لغت به معنای چیزی ناپاک است و بنابراین به مجموعه ای از فعالیت‌های جنسی گفته می‌شود که برخی از مرزهای اخلاقی، مذهبی یا قانونی را نقض می‌کنند. قوانین دو ایالت-شهر اصلی آتن و اسپارت نشان می‌دهد که یونانیان از نظر قانونی مجاز به ازدواج با خواهر و برادر خود بودند، در حالی که در رم، ازدواج عموها با خواهرزاده‌ها غیرمعمول نبود، که پس از ازدواج چهارمین امپراتور روم کلودیوس (حیات ۱۰ پ. م - ۵۴) با دختر برادرش آگریپینای کوچک قانونی شد.

### زنا با محارم شاخص فرهنگ بربرها از دیدگاه یونانی و رومی
یونانیان و رومیان باستان، زنای با محارم را چیزی می‌دیدند که مردان متمدن را از بربرها جدا می‌کرد. از زمان نوشته‌های هرودوت مورخ قرن ششم پیش از میلاد، شکاف آشکاری در طرز فکر کلاسیک بین دنیای متمدن و با فضیلت غرب و فرهنگ «بربر» و ناسالم حاکم در شرق وجود داشت. هم رومی‌ها و هم یونانی‌ها فکر می‌کردند که جوامع خودشان بسیار برتر از جوامع ایالت‌های اطراف، چه در شمال در گال و آلمان، چه در شرق در آسیای صغیر، چه در جنوب در شمال آفریقا هستند. همان‌طور که جمهوری روم و سپس امپراتوری شروع به گسترش دامنه خود کردند، روابط با مصر پیچیده‌تر شد. مصر با زمین‌های حاصلخیزش که بخش عمده‌ای از غلات دولت را تأمین می‌کرد، ضروری شد، و با این حال سلسله قدرتمند بطلمیوسی این پتانسیل را داشت که آچاری در کارها برای توسعه روم بیندازد؛ بنابراین رومی‌ها برای مقابله با این رقیب بالقوه به تمایز قدیمی متوسل شدند. بطلمیوس به طرز بدنامی زنای با محارم را به شکل ازدواج خواهر و برادر انجام می‌داد و خود کلئوپاترا با برادر خود ازدواج کرد. جدل گرایان رومی به این واقعیت پی بردند و از آن برای معرفی قدرت‌های مصری وحشی، عقب مانده و پست استفاده کردند. به این ترتیب، رومی‌ها از عمل زنای با محارم استفاده می‌کردند تا خود را بالاتر از رقبای خارجی خود قرار دهند. همان‌طور که از زنای با محارم به عنوان یک توهین علیه بیگانگان استفاده می‌شد، رومی‌ها نیز به سرعت اتهامات خود را علیه هموطنان خود مطرح کردند. بسیاری از «امپراتورهای بد» روم با چنین تهمت‌هایی روبرو شدند. به عنوان مثال، امپراتور کالیگولا به احساسات پرشور نسبت به خواهرش دروسیلا متهم شد، در حالی که گفته می‌شود امپراتور بدنام نرون جسد مادرش را به‌طور نامناسبی لمس کرده است. چه شایعه باشد و چه حقیقت، این حکایات حاکی از آن است که زنا با محارم به عنوان یک تابو اجتماعی بزرگ در روم باستان تلقی می‌شد.

## مصر
در مصر از اوایل قرن چهاردهم قبل از میلاد و حداقل در دودمان بطلمیوسی، برخی از فراعنه با خواهران ناتنی یا کامل خود ازدواج می‌کردند. گسترده‌ترین اطلاعات در مورد این موضوع از سرشماری رسمی قرن دوم پس از میلاد به دست می‌آید. در مرکز منطقه اولبیا (مصر)، در جنوب غربی قاهره امروزی، سی و هفت درصد و در روستاهای اطراف ۱۸٫۹٪ از تمام ازدواج‌های مستند بین خواهر و برادر کامل است. تخمین افسردگی خویش‌آمیزی در فرزندان زوج‌های خواهر و برادر کامل نشان می‌دهد که باروری در این خانواده‌ها باید ۲۰ تا ۵۰ درصد بالاتر از حد متوسط باشد تا تولیدمثل در سطح جایگزینی حاصل شود.

## دایرهٔ محارم در ادیان ابراهیمی
از دیدگاه دینی در خصوص میزان گستردگی دایرهٔ محارم، دین مسیحیت بزرگ‌ترین دایره و دین یهودیت کوچک‌ترین دایره محارم را دارند. به این معنی که در اسلام چند خویشاوند (عمو و عمه و دایی و خاله) به محارم یهودیت افزوده شده و در مسیحیت چند خویشاوند بیشتر (فرزندان عمو و عمه و دایی و خاله) از محارم اسلام و یهودیت وجود دارد.

### یهودیت
برابر آموزه‌های شریعت یهودی، با کسان زیر نمی‌توان ازدواج کرد: پدر و مادر هر چه بالاتر رود و برادر و خواهر و فرزند هر چه پایین‌تر رود؛ بنابراین، دیگر افراد در حوزهٔ محارم قرار نمی‌گیرند و ازدواج با آنها رواست.

### مسیحیت
دین مسیحیت نیز، افزون بر محارم مذکور در شریعت یهودی و اسلامی، محارم دیگری را نیز در بر می‌گیرد که عبارتند از: فرزندان عمو و عمه و دایی و خاله.

### اسلام
بنا بر شریعت دین اسلام، افزون بر محارم یادشدهٔ شریعت یهود، کسان دیگری نیز شامل محارم می‌شوند و مسلمان افرون بر آنها با افراد زیر نیز نمی‌تواند ازدواج کند: برادرزاده و خواهرزاده و برادر و خواهرِ پدر و مادر یعنی عمو و عمه و خاله و دایی هر چه بالاتر رود. با توجه به اینکه چندزنی در اسلام به رسمیت شناخته شده، ازدواج با دو خواهر در یک زمان نیز ممکن نیست و ازدواج با برادرزاده و خواهرزاده همسر نیز نیاز به اجازه همسر دارد. همین وضعیت در مورد خویشاوندان رضاعی نیز وجود دارد. مجازات آمیزش جنسی با خویشاوندان نسبی (مانند مادر و خواهر) در فقه شیعه، برای هر دو، اعدام است و بنا به نظر مشهور علاوه بر اعدام باید حد زنا که ۱۰۰ ضربه شلاق است نیز در نظر گرفته شود.

## دلایل وضع ممنوعیت
در مورد علت وضع این ممنوعیت دیدگاه‌های گوناگونی بیان شده است:
انگارهٔ وسترمارک
ادوارد وسترمارک یک باور عمومی را مطرح می‌کند که بر اساس آن همزیستی افراد با یکدیگر سبب از میان رفتن جذابیت و حتی ایجاد حالت دافعه میان آن‌ها می‌شود. این فرضیه با این ایراد روبروست که اگر ازدواج با محارم به‌طور طبیعی مورد نفرت انسان‌هاست، پس چرا جوامع انسانی اینچنین سرسختانه اعضای خود را از آن منع کرده‌اند.
نظریهٔ فروید
فروید از عمومیت این تمایل در قالب آنچه که عقده ادیپ می‌نامد، سخن می‌گوید و به سرکوب تمایل جنسی به محارم و احساس گناه اشاره می‌کند که از کودکی افراد و از کهن‌ترین ادوار در میان انسان‌ها وجود داشته است. وی در تحقیق خود به بررسی ابتدایی‌ترین جوامع موجود در جهان به‌ویژه بومیان استرالیا می‌پردازد و متوجه می‌شود که ممنوعیت ازدواج و رابطه جنسی ارتباط تنگاتنگی با نظام توتمی این جوامع دارد؛ یعنی در بسیاری موارد شبکه محارم به جای خویشاوندی خونی بر مبنای خویشاوندی فرضی توتمی ترسیم می‌شود؛ مثلاً اگر توتم از مادر منتقل شود، ازدواج عمو و برادرزاده ممنوع نخواهد بود اما ازدواج آنها با یک عضو دیگر قبیله که توتم مشترک دارد، ممنوع است. در ظاهر، هیچ ارتباط مفهومی میان توتم و تابوی زنا با محارم وجود ندارد اما هماهنگی عجیب آنها نشان می‌دهد که پیدایش این دو مفهوم بایستی مرتبط با یکدیگر باشد. با این حال از زمان پیدایش نظام توتمی و تابو هزاران سال می‌گذرد و حتی در ابتدایی‌ترین جوامع هم این نظام‌ها به قدری تغییر کرده‌اند که نمی‌توان صورت اولیه آنها را تشخیص داد.
فروید در اینجا فرضیه‌ای را مطرح می‌کند که از نظر علمی بررسی‌ناپذیر است. وی به فرضیهٔ داروین در مورد شکل ابتدایی زندگی اجتماعی انسان‌ها اشاره می‌کند. به اعتقاد داروین، قاعدتاً نیاکان انسان‌ها در گله‌هایی زندگی می‌کردند که یک مذکر غالب، چندین زن را تصاحب می‌کرد و دختران خودش را هم به زنی می‌گرفت و پسرانش را پس از بلوغ از گله طرد می‌کرد تا رقیبی برای او نباشند. فروید معتقد است می‌توان با تکمیل این فرضیه به ریشهٔ توتم و تابو دست یافت؛ روزی پسران تبعیدی با هم متحد می‌شوند و پدر خود را می‌کشند. پسرانی که به اجبار مجرد مانده یا با زنی اسیر به صورت مشترک زندگی می‌کردند، قاعدتاً روزی جرئت این کار را پیدا می‌کنند اما آنها نسبت به پدر خود احساس دوگانه‌ای داشتند؛ از طرفی از او کینه داشتند و از طرف دیگر قدرت او را تحسین می‌کردند؛ همان چیزی که مبنای عقده ادیپ را تشکیل می‌دهد.
برادران شورشی با کشتن و خوردن پدر، نخستین مراسم غذای توتمی را برگزار می‌کنند اما بعد از فرونشاندن کینه‌شان، از این کار احساس گناه می‌کنند و محبت خود را نسبت به پدر با توبه نشان می‌دهند. ضمن اینکه پدرکشی آنها در عمل بیهوده بوده است؛ چون باز هم بین برادران درگیری پیش می‌آمد و هر یک سعی می‌کرد تا زن‌ها را برای خود تصاحب کند. آنها برای تسکین احساس گناه خود، حیوانی را به عنوان نماد پدر خود تعیین کرده و کشتن آن را ممنوع می‌کنند و نخستین توتم اینگونه شکل می‌گیرد. سپس به عنوان جریمه از آمیزش جنسی با زنان گله (مادران و خواهران خود) خودداری می‌کنند. این دو ممنوعیت (توتم و تابو) نه تنها از نظر روانی بلکه برای حفظ جامعه آنها ضروری بوده است. چون تنها در این صورت می‌توانستند با هم زندگی کنند و نبردهای متوالی، جوامع آنها را نابود نکند. این ممنوعیت گله‌ها را ناچار می‌کند تا برای ارضای جنسی و تولید مثل به سراغ گله‌های دیگر بروند و شبکه‌ای از گله‌های متحد در قالب یک قبیله پدیدار می‌شود که به رواج آیین توتمی کمک می‌کند.
آنها برای یادآوری قرار خود به صورت سالانه مراسم جشن غذای توتمی را برگزار می‌کنند و در این مراسم ممنوعیت‌های وضع‌شده را برای یک یا چند روز نادیده می‌گیرند تا هم خاطرهٔ پیروزی خود را تجدید کرده و هم دوباره از طریق غذای توتمی نیروی پدری را به خود جذب کنند. این مراسم باعث استقرار آیین توتمی و حفظ تابوها می‌شود. امروزه توتم‌ها تقریباً در تمام جوامع متمدن از میان رفته و به کلی منسوخ شده‌اند اما تابوی ازدواج با محارم و تابوهای دیگر به دلیل اهمیتی که در حفظ ساختار جامعه داشته، هنوز وجود دارند.
نظریهٔ استحکام خانواده
مردم‌شناسانی چون برانیسلاو مالینوفسکی و لوی اشتراوس برآنند که تابوی ازدواج با محارم برای گسترش مناسبات اجتماعی و جلوگیری از ایجاد تعارض در خانواده و فروپاشی آن است. مالینوفسکی انگارهٔ پدرکشی باستانی فروید را با توجه به مشخصات زیستی و روانی انسان‌های اولیه بسیار نامحتمل می‌داند و معتقد است که حتی اگر چنین اتفاقی افتاده باشد، هیچ مکانیسمی برای انتقال این عذاب وجدان به نسل‌های بعدی وجود نداشته است. فرض وجود یک «ناخودآگاه جمعی و وراثتی» مورد مخالفت قاطبه مردم‌شناسان و روان‌شناسان معتبر است و حتی با عقاید دیگر فروید هم سازگار نیست. وی همچنین این مسئله را که عقده ادیپ ریشه فرهنگ بوده و بخشی از سیر رشد روانی انسان است نمی‌پذیرد؛ چرا که در جوامع ملانزی که از ساختار مادرتبار برخوردارند و او سال‌ها در آن اقامت داشته چنین عقده‌ای را مشاهده نکرده است. پس نتیجه می‌گیرد که عقده ادیپ محصول تربیت جوامع پدرتبار مثل جوامع متمدن غربی است. مالینوفسکی ریشه فرهنگ را خانواده می‌داند که انتقال تجربیات و آموزش را ممکن کرده و ممنوعیت زنا با محارم را برای حفظ خانواده ضروری می‌داند. چون رابطه جنسی با خواهر و مادر به شدت بافت خانواده را تهدید می‌کند.
نظریهٔ فوکو
میشل فوکو در نظریه‌ای متفاوت حساسیت تمدن غرب نسبت به زنا با محارم در دو سدهٔ اخیر را به بحث کشیده و به جای بررسی این ممنوعیت به بررسی دلایل تفسیر و تأکید بر این ممنوعیت می‌پردازد. از نظر وی از آن‌جا که تمدن معاصر غربی خانواده را کانون انحصاری روابط جنسی قرار داده، برای حفظ سامانه وصلت که پدیدآورندهٔ خانواده است، بایستی تظاهرات سکسوالیته در خانواده را در کنترل کامل خود نگاه دارد و یکی از این ابزارهای کنترلی تأکید و تبلیغ نظریه زنا با محارم است. وی معتقد است این که غربی‌ها ممنوعیت ازدواج با محارم را یک توافق همگانی، امر مطلق اجتماعی و مرحله‌ای لازم برای تکامل هر جامعه برای رسیدن به فرهنگ می‌دانند؛ راهی برای دفاع از نظام گسترده، عمیق و قدیمی «وصلت» است. از نظر او با تبدیل شدن خانواده به مرکز شکوفایی و کانون تحریک دائمی «سکسوالیته» زنا با محارم اهمیتی محوری یافته و منع شدید آن راهی برای حفظ «سامانهٔ وصلت» است که با گسترش آنچه که او «سامانهٔ سکسوالیته» می‌داند، در خطر قرار گرفته است. به این ترتیب، پیدایش و پردازش بی‌وقفه نظریه ممنوعیت زنا با محارم در مردم‌شناسی از گفتمان‌های مولود سامانهٔ سکسوالیته ارزیابی می‌شود.

## در قوانین کشورها
قوانین مربوط به زنا با محارم، یعنی آمیزش جنسی میان اعضای خانواده یا نزدیکان، در قانون کشورهای گوناگون متفاوت است و به نوع آمیزش جنسی و ماهیت روابط خانوادگی طرفین درگیر و همچنین سن و جنس/جنسیت آنها بستگی دارد. علاوه بر ممنوعیت‌های قانونی، برخی از گونه‌های زنا با محارم در بسیاری از فرهنگ‌های جهان از نظر اجتماعی یک تابو به‌شمار می‌آید. کیفر فرد در صورت هم‌پوشانی تجاوز جنسی و زنا با محارم، در بیشتر کشورها حاکم است. در برخی کشورها چون ایران که زنا با محارم غیرقانونی است، مرتکب به‌موجب قانون مستوجب حکم اعدام است.

## برابرها
1. ↑  dispositif de sexualité